# Талька (Чилі)

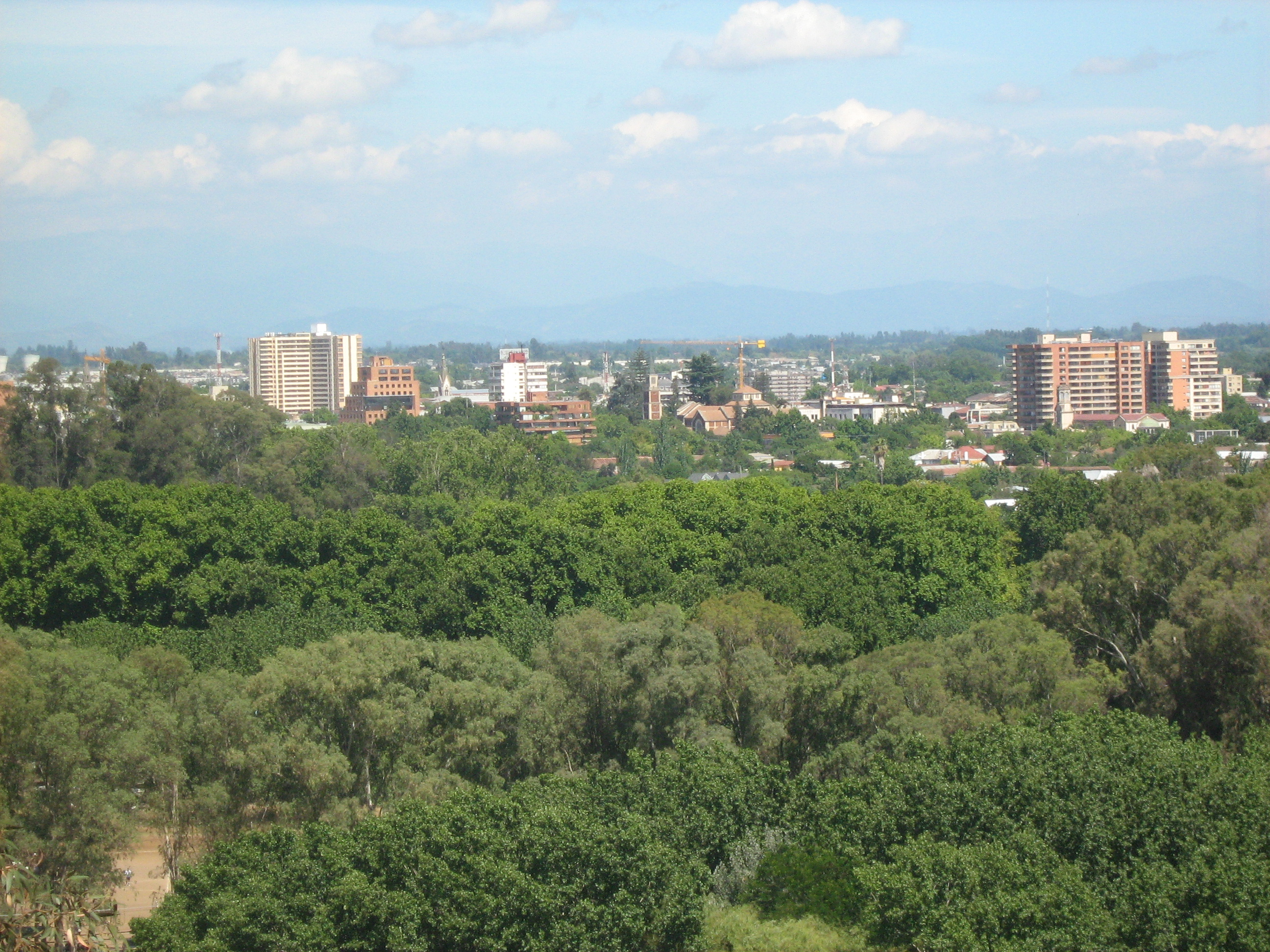
Тальку

Талька (ісп. Talca) — місто в Чилі. Адміністративний центр однойменної комуни, провінції Талька і регіону 
Мауле. Населення — 189 505 чоловік (2002).
Територія комуни — 231,5 км ². Чисельність населення — 227 674 жителів (2007). Щільність населення — 983,47 чол/км².

## Розміщення
Місто розташоване за 238 км на південний захід від столиці Чилі — міста Сантьяго.
Комуна межує:
- на півночі — c комуною Сан-Рафаель
- на сході — з комуною Пеларко
- на південному сході — c комуною Сан-Клементе
- на південному заході — c комуною Мауле
- на заході — c комуною Пенкауе

## Демографія
Згідно з відомостями, зібраними в ході перепису Національним інститутом статистики, населення комуни становить 227 674 осіб, з яких 110 426 чоловіків і 117 248 жінок.
Населення комуни становить 23,35 % від загальної чисельності населення області Мауле. 4,23 % відноситься до сільського населення і 95,77 % — міське населення. Згідно тамтешніми звичаями, жителі Талька зустрічають Новий рік на кладовищі.